# I Muvrini
I Muvrini es un grupo de música folk originario de la isla de Córcega; su repertorio se compone de piezas de la música tradicional corsa cantadas en su lengua nativa (el corso). 

## Historia
El grupo lo formaron a finales de los 70 los hermanos Jean-François Bernardini y Alain Bernardini, naturales de Tagliu-Isulacciu, pueblo situado en el norte de la isla. El nombre de la banda proviene del nombre corso para una oveja salvaje que vive en las montañas de Córcega (el muflón).
Los hermanos Bernardini se introdujeron en el mundo de la música tradicional corsa de la mano de su padre, Ghjuliu, que era un poeta y cantante reconocido en la isla. Grabaron su primer sencillo con su padre en una colaboración con la banda Canta u Populu Corsu. El primer álbum de I Muvrini, titulado I Muvrini ... ti ringrazianu (editado en 1979), está dedicado a su padre, muerto en diciembre de 1977.
En el álbum Curagiu cuentan con el cantautor catalán Lluís LLach como invitado en la canción "Vò lu mundu".
En el año 2000 I Muvrini grabó con Sting una de sus canciones más conocidas (Terre d'Oru, versión de la famosa Fields of Gold).
A lo largo de su dilatada carrera el grupo ha difundido el idioma y la cultura propios de Córcega.

## Miembros del grupo
Jean François Bernardini - Voz, guitarras y piano
Alain Bernardini - Voz
Stephane Mangantini - voz
Achim Meier - Sintetizador y piano
Mickey Meinert - Guitarras
Thomas Simmerl - Batería
César Anot - Bajo y voz
Loïc Taillebrest - Gaitas, clarinete y acordeón
Laurence Dupuis - Violín

## Discografía selecta

### Álbumes de estudio
- 1979 - Ti Ringrazianu
- 1989 - Anu Da Vulta
- 1984 - E campà quì
- 1985 - Lacrime
- 1987 - A l'encre rouge
- 1988 - Pe l'amore di tè
- 1989 - Quorum
- 1991 - A voce rivolta
- 1993 - Noi
- 1995 - Curagiu
- 1998 - Leia
- 2000 - Pulifunie
- 2000 - A strada
- 2002 - Umani
- 2005 - Alma
- 2007 - I Muvrini et les 500 choristes
- 2010 - Gioia
- 2012 - Imaginà
- 2015 - Invicta
- 2016 - Pianetta
- 2017 - Luciole
- 2019 - Portu in core

### Recopilaciones
- 1998 - Sò

### Álbumes en directo
- 1990 - In core
- 1994 - Zenith 93
- 1996 - Live à Bercy 96
- 2006 - ALMA 2005
- 2011 - Live Olympia 2011

### Vídeos / DVD
- I Muvrini at Bercy '96
- Giru FR3
- Zenith '92
- Terra
- Alma 2005